# Юя
Юя — река в России, протекает в Омской области. Устье реки находится в 292 км по правому берегу реки Оша, в бывшей деревне Юйсково. Длина реки составляет 15 км. 

## Данные водного реестра
По данным государственного водного реестра России относится к Иртышскому бассейновому округу, водохозяйственный участок реки — Оша, речной подбассейн реки — бассейны притоков Иртыша до впадения Ишима. Речной бассейн реки — Иртыш.